# Yuan Lee
Yuan Tseh Lee (Hsinchu, 19 de novembro de 1936) é um químico taiuanês.
Conjuntamente com Dudley Robert Herschbach e John Charles Polanyi, foi laureado com o Nobel de Química de 1986 devido aos seus contributos relativamente às dinâmicas de processos elementares químicos.
Em 23 de julho de 2007 foi nomeado pelo Papa Bento XVI membro da Pontifícia Academia das Ciências.

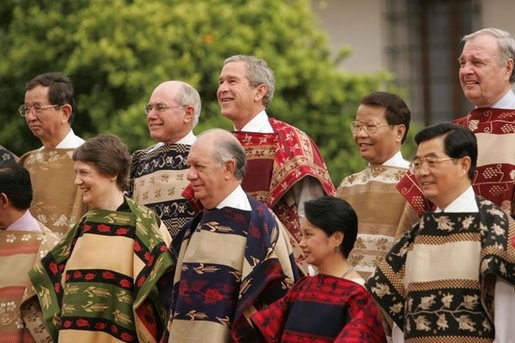
Yuan Lee, no canto superior esquerdo, segundo à direita de George Bush